# Football League Third Division
Football League Third Division byla anglická fotbalová soutěž, která předcházela dnešní League One. Mezi roky 1920 až 1992 byla třetí nejvyšší soutěží v Anglii. V letech 1921 až 1958 byla soutěž rozdělena na severní a jižní divizi. Poté, co se osamostatnila Premier League, byla od roku 1992 do roku 2004 soutěží čtvrtou nejvyšší. V roce 2004 byla nahrazena soutěží známou jako League Two. First Division byla nahrazena The Championship a Second Division byla nahrazena League One.